# Vlag van Roodkerk

Vlag van Roodkerk

De vlag van Roodkerk is de dorpsvlag van het Nederlandse dorp Roodkerk, in de Friese gemeente Dantumadeel. De vlag werd in 1977 aangenomen en in 2002 geregistreerd. Het ontwerp van de vlag is van de hand van J.C. Terluin.

## Geschiedenis
De vlag zijn in 1977 ontstaan, samen met de dorpsvlaggen van de Trynwâlden: Giekerk, Oenkerk en Rijperkerk. Later werden ook voor de andere dorpen in Tietjerksteradeel vlaggen ontworpen. In 1984 werden alle dorpsvlaggen van Tietjerksteradeel tegelijk geregistreerd. Omdat Roodkerk in Dantumadeel ligt, bleven de vlag en de markering van dat dorp buiten de registratie. Toen de raad vernam dat beide in gelijke mate zouden worden gebruikt, werd besloten de registratie eindelijk te laten plaatsvinden.

## Beschrijving
De beschrijving van de vlag is als volgt:
In rood een witte broekingsdriehoek met een punt reikend aan de vluchtzijde; de witte broekingsdriehoek belegd met een breedarmig rood kruis met een hoogte van 1/5 vlaghoogte.
De kleuren zijn afkomstig van het dorpswapen.

## Symboliek
- Witte punt: staat voor het dak van de kerk uit het dorpswapen.[3]
- Rood kruis: staat voor de kerk uit het dorpswapen.[3]

## Zie ook

Wapen van Roodkerk